# Benthamia humbertii
Benthamia humbertii är en orkidéart som beskrevs av Joseph Marie Henry Alfred Perrier de la Bâthie. Benthamia humbertii ingår i släktet Benthamia och familjen orkidéer. Inga underarter finns listade i Catalogue of Life.